# 小坂町立小坂中学校
小坂町立小坂中学校（こさかちょうりつ こさかちゅうがっこう）は、秋田県鹿角郡小坂町大字小坂にある公立中学校。

## 概要
- 元々、小坂町内には、中学校と小学校は、それぞれ校舎が独立していたが、2013年（平成25年）4月に、中学校校舎に小学校を統合の上、小中併設校となったものである。

## 沿革
- 1947年（昭和22年）4月 - 小坂中学校開校。
- 1959年（昭和34年）4月 - 七滝中学校を統合。
- 2013年（平成25年）
  - 4月1日 - 小坂小学校との併設校になる。
  - 4月4日 - 小中合同始業式挙行。
  - 4月20日 - 小坂小・中学校竣工式。
  - 5月10日 - 小中合同運動会・体育会開催。

## 学区
- 小坂町全域

## 周辺
- 小坂町立小坂小学校 - 同一建物内
- 秋田県道2号大館十和田湖線
  - 国道282号
- 小坂中央公園
  - 小坂町営野球場
  - 記念陸上競技場
  - 小坂町室内温水プール
- 交流センターセパーム
- 小坂鉄道レールパーク
- 康楽館
- 小坂川
- 小坂図書館
  - 郷土資料館

## アクセス
- 小坂町営バス野口線「小学校前」バス停下車。
- 小坂町営バス上向七滝線「小坂小学校前」バス停下車。
- 秋北バス大館小坂線「小坂小学校前」バス停下車。
- 高速バスあすなろ号で、「小坂高校前」バス停下車後、上述の秋北バス大館小坂線に乗り換え、「小坂小学校前」バス停まで5分。
- 小坂町役場から約1.4km、
  - 車で約3分。
  - 徒歩で約21分。
- 東北自動車道小坂ICから、車で約1.7km・約4分。